# Валериј Лобановски
Валериј Лобановски (укр. Вале́рій Васи́льович Лобано́вський; Кијев, 6. јануар 1939 — Запорожје, 13. мај 2002) био је совјетски фудбалер и тренер.

## Биографија
Фудбалску каријеру је започео у Динаму из Кијева са којим је освојио првенство СССР и куп. Провео је седам година у Динаму, а кратко је био у Чорноморецу из Одесе и Шахтару из Доњецка. Лобановски је завршио каријеру када је имао 29 година и постигао 71 гол у 253 утакмице. Наступио је два пута на Олимпијским играма. Прву утакмицу за СССР одиграо је 4. септембра 1960. у гостима против Аустрије. 
Годину дана после завршетка играчке каријере, Лобановски је именован за тренера Дњипра. Након четири године проведене у Дњипру, прешао је у бивши клуб Динамо из Кијева, пре почетка сезоне 1974. године. Водио је Динамо наредних 15 од 17 година, а 1983. и 1984. био је најбољи тренер СССР-а. Освојио је Совјетску супер лигу осам пута, куп шест пута, Куп победника купова 1975. и 1986, те Европски суперкуп 1975. године.
Са Совјетским Савезом има освојену је бронзану медаљу на Олимпијским играма 1976. Водио је СССР на Светском првенству 1990. године, а пре тога на Европском првенству 1988. када су у финалу поражени од Холандије. 
Након дебакла на Светском првенству 1990. Лобановски је одлучио да напусти Динамо Кијев и прихвати понуду од Уједињених Арапских Емирата. Након четири релативно просечне године, добија отказ, те је након тога постао тренер фудбалске репрезентације Кувајта.
У јануару 1997. вратио се у Динамо Кијев по трећи пут. Клуб је тада био у кризи, УЕФА је избацила клуб из европских такмичења због покушаја подмићивања. Лобановски је ипак успео да покрене Динамо. Водио је екипу до пет узастопних титула првака Украјине, Динамо је играо полуфинале Лиге шампиона 1999. године. Постао је селектор Украјине у фебруару 2000.
Претрпео је мождани удар 7. маја 2002. године. Преминуо је 13. маја за време операције мозга. Лобановски је био ожењен Адом Лобановскајом, пар је имао кћер по имену Светлана.

## Трофеји и достигнућа

### Играч
Динамо Кијев
- Првенство Совјетског Савеза (1): 1961.
- Куп Совјетског Савеза (1): 1964.

### Тренер
Дњипро Дњепропетровск
- Првенство Совјетског Савеза (1): 1971.

Динамо Кијев
- Првенство Совјетског Савеза  (8): 1974, 1975, 1977, 1980, 1981, 1985, 1986, 1990.
- Куп Совјетског Савеза (6): 1974, 1978, 1982, 1985, 1987, 1990.
- Суперкуп Совјетског Савеза (3): 1980, 1985, 1986.
- Премијер лига Украјине (5): 1997, 1998, 1999, 2000, 2001.
- Куп Украјине (3): 1998, 1999, 2000.
- Куп победника купова (2): 1975, 1986.
- УЕФА суперкуп (1): 1975; финалисти: 1986.
- Куп Комонвелта (3): 1997, 1998, 2002.

Совјетски Савез
- Европско првенство: друго место 1988.
- Бронзана медаља на ОИ: 1976.

Украјинска ССР
- Спартакијада народа СССР-а: бронза 1979.

Уједињени Арапски Емирати
- АФК азијски куп: 4 место 1992.

Кувајт
- Азијске игре: бронза 1994.
- Куп нација Персијског залива (1): 1996.

### Индивидуалне
- Најбољи украјински тренер године (5): 1996/97, 1997/98, 1998/99, 1999/00, 2001/02 (постхумно)
- Европски тренер године Сеп Хербергер/Томазо Маестрели награда (3 пута, рекорд): 1986, 1988, 1999.
- Најбољи европски тренер: 1985–86.
- Рубинкугел за тренера године Централне и Источне Европе (7 пута, рекорд): 1975, 1985, 1986, 1987, 1988, 1997, 1999.[4][5]
- World Sports тренер године: 1975.
- Франс фудбалов шести најбољи тренер свих времена: 2019.[6][7][8]
- По часопису World Soccer шести најбољи тренер свих времена: 2013.[9][10]
- ESPN−ов осми најбољи тренер свих времена: 2013.[11]
- Један од пет[12] рангираних међу ТОП 10 тренера по Франс фудбалу, World Soccer часопису и ESPN
- Франс фудбалов шести најбољи тренер у 20. веку[5]
- Новинска агенција ДПА, најбољи тренер Источне Европе у 20. веку: 1999.[5]

### Одликовања
- Херој Украјине: 2002.[13]
- Орден за заслуге Украјина, другог реда: 1998.[14]
- Орден за заслуге Украјина, трећег реда: 1998.[15]
- Шести на списку Великих Украјинаца: 2008.
- Орден части: 1971.
- Орден рада са црвеном лентом: 1987.[16]
- Медаља "У знак обележавања 1500. годишњице Кијева": 1982.
- ФИФА Орден за заслуге: 2002.[13]
- УЕФА Орден за заслуге: 2002.[13]